# NGC 4622A
NGC 4622A is een elliptisch sterrenstelsel in het sterrenbeeld Centaur. Het hemelobject werd op 5 juni 1834 ontdekt door de Britse astronoom John Herschel.

## Synoniemen
- ESO 322-64
- MCG -7-26-35
- VV 580
- AM 1241-402
- DCL 162
- PGC 42845